# Rendufe (Guimarães)
Rendufe ist ein Ort und eine ehemalige Gemeinde (Freguesia) im Norden Portugals.
Rendufe gehört zum Kreis Guimarães im Distrikt Braga. Die Gemeinde hatte eine Fläche von 5,3 km² und 716 Einwohner (Stand 30. Juni 2011). Die Gemeinde ist ländlich geprägt.
Am 29. September 2013 wurden die Gemeinden Rendufe und Atães zur neuen Gemeinde União das Freguesias de Atães e Rendufe zusammengeschlossen.